# Caso Escola Base

Parede da casa do casal Icushiro Shimada e Maria Aparecida Shimada pichada após falsa denuncia em 1994

O caso Escola Base ocorreu em 1994, em São Paulo, no qual os proprietários de uma escola infantil foram acusados injustamente de abuso sexual, causando danos irreparáveis à sua reputação devido à cobertura precipitada da imprensa e à conduta da polícia.
A Escola Base era uma escola particular localizada no bairro da Aclimação da capital paulista. Em março de 1994, o casal proprietário da escola, uma professora e um motorista foram injustamente acusados pela imprensa de abuso sexual contra alguns alunos de quatro anos da escola. Em consequência da revolta da opinião pública, a escola foi obrigada a encerrar suas atividades logo em seguida.
Veículos de imprensa como O Estado de S. Paulo, Folha de São Paulo, IstoÉ, Editora Abril, Rede Globo, SBT  foram condenados a pagar indenizações aos acusados. O caso tornou-se referência nas discussões em cursos de direito e jornalismo, como exemplo das consequências trágicas que acusações precipitadas podem ocasionar.

## Caso
O caso Escola Base envolve o conjunto de acontecimentos ligados a essa acusação, tais como a cobertura parcial por parte da imprensa e a conduta precipitada e muito questionada por parte do delegado de polícia Edélcio Lemos, responsável pelo caso, que, supostamente, teria agido pressionado pela mídia televisionada e pelas manchetes de jornais. O caso foi arquivado pelo promotor Sérgio Peixoto Camargo por falta de provas.
Em março de 1994, o ano letivo havia acabado de começar. Tudo corria normalmente até o dia em que Lúcia Eiko Tanoue e Cléa Parente de Carvalho notaram comportamentos estranhos em seus filhos, estudantes da instituição, e se dirigiram à delegacia para prestar queixa contra seis pessoas relacionadas ao colégio.
De acordo com as mães, os donos da escola, Icushiro Shimada e Maria Aparecida Shimada, a professora Paula Milhim Alvarenga e seu esposo, Maurício Monteiro Alvarenga, o motorista da Kombi que levava as crianças para a escola, faziam orgias com as crianças de quatro anos de idade no apartamento de Saulo e Mara Nunes, pais de um dos alunos.
Incumbido da investigação, Edélcio Lemos enviou os filhos de Lúcia e Cléa ao Instituto Médico Legal e conseguiu um mandado de busca e apreensão ao apartamento onde, supostamente, as crianças eram abusadas.
Quando nada foi encontrado, as mães, indignadas, foram à mídia. Foi a partir daí que o caso da Escola Base repercutiu e no mesmo dia, o laudo do IML foi analisado pelo delegado.
Era inconclusivo, mas dizia que as crianças apresentavam lesões que podiam ser de atos sexuais. Foi o suficiente para o delegado, que deu declarações dúbias à imprensa. Os acusados já eram, aos olhos do povo, culpados antes de qualquer julgamento.
Como nenhum grande evento estava ocupando as manchetes na época, a mídia deu uma enorme atenção ao caso. Os veículos investigavam o delegado e vice-versa, e o que se seguiu foi uma série de notícias recheadas de informações cuja veracidade não havia sido comprovada.
A manchete do tablóide paulista Notícias Populares daquele ano, dizia: “Kombi era motel na escolinha do sexo”, mas apesar do sensacionalismo que lhes era peculiar, isso traduziu com maestria a forma como a imprensa estava lidando com o caso.
Com o tempo, Lemos foi afastado da investigação, e os delegados substitutos ainda encontraram, por denúncia anônima, Richard Herrod Pedicini, um fotógrafo americano que morava nas redondezas da escola e, segundo a denúncia, vendia fotos das crianças molestadas.
A filha de Cléa foi levada ao apartamento do rapaz para fazer reconhecimento e quis brincar com uma abelhinha de pelúcia que estava no chão. Isso foi o suficiente para que fosse decretada a prisão preventiva do fotógrafo, enquanto a mídia já anunciava seu envolvimento com o caso. O fato de supostamente as crianças terem “reconhecido” a casa dele era o principal assunto das manchetes. 
Invariavelmente, as provas da inocência começaram a aparecer. Quando a prisão preventiva de Saulo e Mara foi decretada, os advogados do casal finalmente tiveram acesso ao laudo do IML e viram o quão inconclusivo era, com a própria mãe de um dos meninos admitindo que ele sofria de constipação intestinal, uma das probabilidades apontadas pelo laudo.
A partir daí, apareceram depoimentos de outras pessoas como funcionários do colégio e pais de outros alunos em defesa dos acusados.
Em junho, três meses depois, os suspeitos foram inocentados pelo delegado Gérson de Carvalho, um dos que assumiram a investigação. Mesmo assim, os danos psicológicos, materiais e morais aos acusados eram enormes, e os inúmeros gastos com o processo deixaram as finanças de todos completamente arruinadas. 
Os meios de comunicação foram acusados de não retratar a verdade de fato, declarando, apenas, que as investigações foram encerradas por falta de provas, sem necessariamente dizer que os acusados eram inocentes.

## Consequências
Até hoje, o caso é tema de estudos de faculdades e seminários de jornalismo, direito, psicologia, psiquiatria e ciências sociais como exemplo de calúnia, difamação, injúria e danos morais.

### Vítimas
As pessoas acusadas no caso passaram a sofrer de doenças como estresse, fobia e cardiopatia, além de se isolarem da comunidade e perderem seus empregos. Em 1995, Icusiro, Maria, Paula e Maurício moveram uma ação por danos morais contra a Fazenda Pública do Estado. Eles ganharam as duas primeiras instâncias. O processo está em Brasília, aguardando a sentença final.
Em 2007, Maria Aparecida Shimada, diretora da escola, morreu de câncer. Em 2014, seu marido e um dos proprietários da escola, Icushiro Shimada, morreu de infarto, em sua casa em São Paulo. Ele já tinha sofrido um infarto do miocárdio em 1994. Eles ainda aguardavam o pagamento de algumas indenizações.
Paula nunca mais conseguiu trabalhar como professora, pois foi hostilizada como abusadora de crianças. Em virtude das dívidas e da paranoia incontrolável que o rapaz desenvolveu após o caso, ela e o marido, Maurício, se divorciaram.
Saulo e Mara, como os outros, também enfrentaram problemas financeiros. Richard, mesmo após a conclusão, passou anos angariando recursos para mostrar que ele era, de fato, inocente.

### Imprensa
Os órgãos de imprensa processados por danos morais são os seguintes:
| Órgão de Imprensa         | Ref.   |
| ------------------------- | ------ |
| Folha de S.Paulo          | [ 9 ]  |
| TV Globo                  | [ 5 ]  |
| SBT                       | [ 10 ] |
| Estado de São Paulo       | [ 11 ] |
| RecordTV                  | [ 11 ] |
| Rádio e Rede Bandeirantes | [ 11 ] |
| IstoÉ                     | [ 11 ] |
| Veja                      | [ 12 ] |
| Folha da Tarde            | [ 13 ] |
| Notícias Populares        |        |

Em 2014, o STJ reduziu a condenação do SBT.

### Imóvel
Logo após o ocorrido, o imóvel foi alugado com o objetivo de abrigar meninas da Fundação Casa até pouco tempo depois da virada do século. A casa foi demolida em 2008 junto com outras construções ao redor para dar lugar a um condomínio de edifícios residenciais.

### Livros
Dois livros foram escritos narrando os acontecimentos e analisando os fatos.
O primeiro foi lançado em 1995 com o título Caso Escola Base: os abusos da imprensa, tendo ganho o Prêmio Jabuti em 1996.
O segundo, lançado em 2017, recebeu o título Escola Base.
Um novo livro chamado O Filho da Injustiça escrito por Ricardo Shimada, filho de Icushiro Shimada e Maria Aparecida Shimada, foi lançado em 2023 e aborda, além das investigações, detalhes da sua vida com os pais antes, durante e após todo o ocorrido.

### Documentários
Em 2004, o documentário Escola Base – Marco Histórico da Irresponsabilidade da Imprensa Brasileira foi produzido por então estudantes de jornalismo Paulo Ranieri, Thiago Domenici e Gustavo Brigatto, da Universidade Presbiteriana Mackenzie.
Em novembro de 2022, a Globoplay lançou o documentário Escola Base – Um Reporter Enfrenta o Passado, conduzido pelo repórter Valmir Salaro, que fez a cobertura do caso na época. O documentário foi elogiado pelo mea-culpa que o repórter fez 27 anos após o acontecido.
Uma série documental com produção do Canal Brasil e disponibilizada no Globoplay foi lançada no dia 2 de junho de 2023.